# Den osynliga muren
Den osynliga muren är en svensk dramafilm från 1944 i regi av Gustaf Molander.
Filmen premiärvisades 21 augusti 1944 på biograf Röda Kvarn i Stockholm. Inspelningen skedde med ateljéfilmning i Filmstaden, Råsunda med exteriörscener ombord på fartyget Tonghai och Vikhög Kävlinge av Åke Dahlqvist. 
Som förlaga har man Marika Stiernstedts roman Attentat i Paris som utgavs 1942. Stiernstedt omarbetade romanen i samarbete med Olof Molander till en teaterpjäs 1944, som uppfördes på Dramaten under titeln Attentatet.

## Roller i urval
- Inga Tidblad - Lina Boyd, schweiziska
- Irma Christenson - Marie de Troy
- Karl-Arne Holmsten - kapten Stefan Becker
- Stig Järrel - Victor Reis, innehavare av Reis Resebureau
- Erik Hell - kapten Walter Corell
- Håkan Westergren - Paul Brandt, hovmästare på restaurang Eden
- Olof Winnerstrand - professor Ruben, språklärare, f.d. arkitekt, pensionatsgäst
- Hilda Borgström - fru Meijer, pensionatsgäst
- Carl Ström - Brandt, Pauls far, innehavare av Brandts Pensionat
- Alf Kjellin - Ivan Levy, violinist, pensionatsgäst
- Inge Wærn - Mirjam Levy, Ivans fru
- Hampe Faustman - patrullbefälhavaren
- Hugo Björne - major Wolter
- Rune Carlsten - förshörsledaren
- Torsten Hillberg - löjtnanten vid attentatet på stationen
- Helge Hagerman - underofficer i förhörsrummet

## Musik i filmen
- Légende, violin, orkester, op 17, g-moll, kompositör  Henryk Wieniawski, instrumental.
- Bal costumé, 20 stycken för fyrhändigt piano, op. 103. Toréador et Andalouse, kompositör  Anton Rubinstein, instrumental.
- Unter dem Doppel-Adler, op. 159 (Under dubbelörnen), kompositör  Josef Franz Wagner, instrumental.

## DVD
Filmen gavs ut på DVD 2016.